# Astasie
L'astasie (du grec στάσις, stasis signifiant se tenir debout) ou la maladie de Blocq, désigne l'impossibilité de se maintenir en station debout. Ce symptôme se rencontre dans les lésions bilatérales du cortex frontal ou des noyaux lenticulaires.
Elle est parfois nommée « maladie de Blocq » en référence au neurologue français Paul Blocq. Cette maladie se rencontre plus fréquemment chez les personnes âgées (qui sont alors atteintes de phobie de chutes).
L'astasie-abasie est l'instabilité à la station debout avec rétropulsion spontanée (astasie) associée à l'incapacité de marcher en dehors de la présence de tout syndrome pyramidal ou parkinsonien (abasie). Ceci en l'absence de paralysie et sans qu'existent des troubles du tonus et de la sensibilité profonde ou des troubles cérébelleux. Longtemps considérée comme exclusivement d'origine psychogène, des atteintes neurologiques pouvant être à l’origine de tableaux cliniques similaires ont été mises en évidence.